# Gitti Hentschel

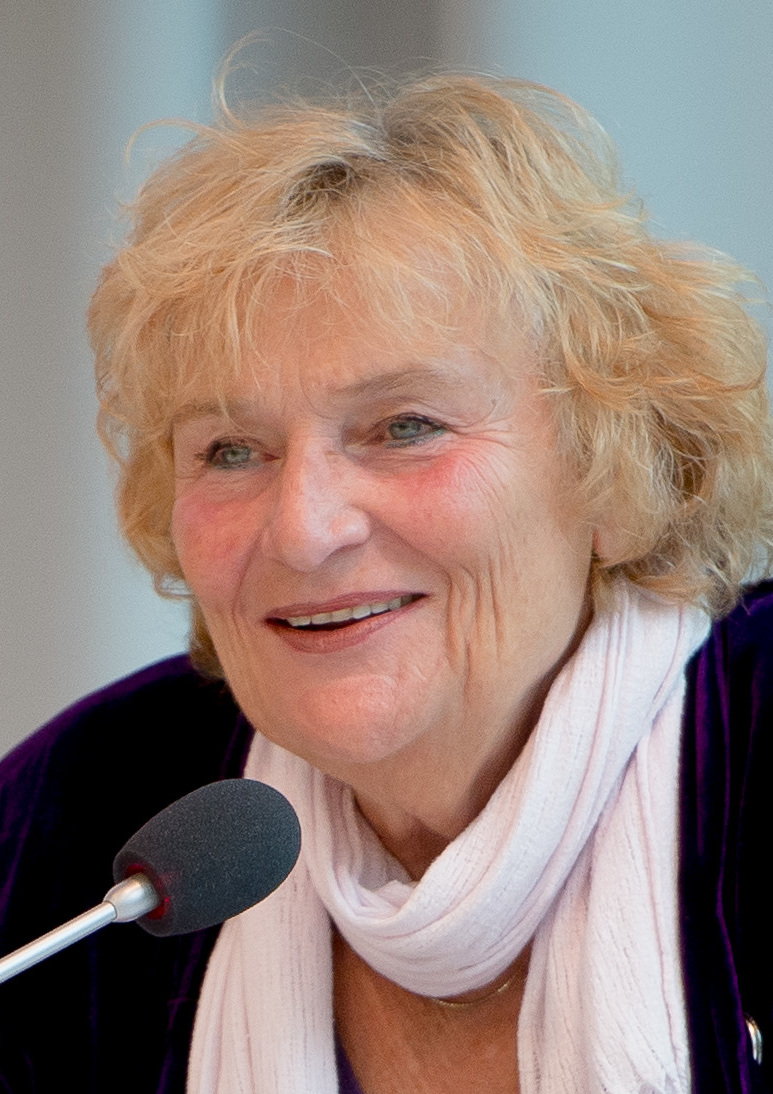
Gitti Hentschel (2015).

Gitti Hentschel (geboren 1950 in Essen) ist eine deutsche Kommunikationswissenschaftlerin, Sozialpädagogin, Publizistin, Dozentin und Feministin. Sie ist Mitbegründerin der taz und war Mitverlegerin der Wochenzeitung Der Freitag und Mitinitiatorin des deutschen Frauensicherheitsrats. Seit 2000 leitete sie das Feministische Institut in der Heinrich-Böll-Stiftung, das seit Juni 2007 Gunda-Werner-Institut heißt. Ihre inhaltlichen Schwerpunkte sind Friedens- und Sicherheitspolitik aus Geschlechterperspektive, Strategien gegen (sexualisierte) Gewalt, Empowerment-Strategien für Frauen, Frauen und Medien, interkulturelle Kommunikation, Web-Kommunikation und feministische Perspektiven darauf.

## Leben
Gitti Hentschel wuchs in kleinbürgerlichen Verhältnissen in Essen auf. Sie wurde katholisch erzogen und besuchte eine katholische Mädchenschule. Nach dem Abitur studierte sie zunächst in Münster Publizistik, Soziologie und Psychologie. Nach zwei Semestern zog sie 1970 nach Berlin, wo sie begann, sich politisch in der linken Szene zu engagieren.
1979 war sie Mitbegründerin der taz, arbeitete bis 1985 in der Redaktion und gehörte dem Vorstand an. Als Gerichtsreporterin schrieb sie über sexualisierte Gewalt gegenüber Kindern und Frauen und bezog Position gegenüber pädosexuellen Forderungen nach einer Aufhebung des Jugendschutzes. Gemeinsam mit anderen taz-Redakteurinnen forderte sie eine Frauenquote (52 Prozent der Stellen für Frauen) und ein Vetorecht bei Texten und Bildern, die weibliche Sexualität abbilden.
Von 1990 bis 1995 war Gitti Hentschel die erste Frauenbeauftragte der Alice Salomon Hochschule Berlin. Außerdem war sie Bundessprecherin der Hochschulfrauenbeauftragten.
Nach ihrer Tätigkeit bei der taz arbeitete sie freiberuflich als Journalistin und war Mitverlegerin der Wochenzeitung Freitag. Von 2000 bis 2010 war sie ehrenamtlicher Vorstand des 4. Berliner Frauenhauses. Ebenfalls seit 2000 leitete sie das Feministische Institut in der Heinrich-Böll-Stiftung, das seit Juni 2007 Gunda-Werner-Institut heißt. Im Jahr 2015 gab sie die Leitung (seit 2007 gemeinsam mit Henning von Bargen) an ihre Nachfolgerin Ines Kappert ab. Gitti Hentschel ist als Dozentin unter anderem an der TU und HU Berlin tätig.

## Veröffentlichungen (Auswahl)
- Skandal und Alltag: Sexueller Missbrauch und Gegenstrategien, 1996, als Herausgeberin, ISBN 978-3-929823-38-7
- Hentschel, Gitti/Schmidt, Francesca: Regulierung gewaltvoller Online-Kommunikation. Perspektiven feministischer Netzpolitik auf gewaltvolle Kommunikation im Internet, 2014 in: FEMINA POLITICA – Zeitschrift für feministische Politikwissenschaft 23, 2, S. 83–96